# Tufah Jeulatang
Tufah Jeulatang is een bestuurslaag in het regentschap Pidie van de provincie Atjeh, Indonesië. Tufah Jeulatang telt 476 inwoners (volkstelling 2010).